# Gran Premio d'Italia 2009
Il Gran Premio d'Italia 2009 è stata tredicesima prova della stagione 2009 del Campionato mondiale di Formula 1. La gara, corsa domenica 13 settembre 2009 sul Circuito di Monza a Monza, è stata vinta dal brasiliano Rubens Barrichello, all'undicesimo, ed ultimo, successo in carriera. Barrichello ha preceduto all'arrivo il suo compagno di squadra, il britannico Jenson Button su Brawn-Mercedes, e il finlandese Kimi Räikkönen su Ferrari.
Questa segna l'ultima vittoria per Rubens Barrichello, per la Brawn GP e tutt'oggi per un pilota brasiliano in F1.

## Vigilia

### Sviluppi futuri
Dopo una riunione sul futuro della F1 tenutasi a Monza il 9 settembre, viene decisa la riammissione di Force India e Williams nella FOTA.

### Aspetti sportivi
Il 3 settembre la Ferrari annuncia la sostituzione di Luca Badoer con Giancarlo Fisichella. Di conseguenza, il terzo pilota della Force India, Liuzzi, prende il posto di Fisichella quale pilota titolare.

### Aspetti tecnici
La Renault ripresenta sulla sua vettura il KERS che non veniva più montato dal Gran Premio di Spagna. La Bridgestone fornisce per il gran premio pneumatici di tipo medio e morbido.
Alla Variante della Roggia e su quella del rettilineo principale sono stati montati dei cordoli più alti che non dovrebbero consentire il taglio delle chicane.

## Prove
Nella prima sessione del venerdì, si è avuta questa situazione
| Pos | Nº | Pilota            | Squadra-Motore       | Tempo    | Gap   | Giri |
| --- | -- | ----------------- | -------------------- | -------- | ----- | ---- |
| 1   | 1  | Lewis Hamilton    | McLaren-Mercedes     | 1'23"936 |       | 26   |
| 2   | 2  | Heikki Kovalainen | McLaren-Mercedes     | 1'24"332 | 0"396 | 27   |
| 3   | 20 | Adrian Sutil      | Force India-Mercedes | 1'24"471 | 0"535 | 24   |

Nella seconda sessione del venerdì, si è avuta questa situazione:
| Pos | Nº | Pilota          | Squadra-Motore       | Tempo    | Gap   | Giri |
| --- | -- | --------------- | -------------------- | -------- | ----- | ---- |
| 1   | 20 | Adrian Sutil    | Force India-Mercedes | 1'23"924 |       | 28   |
| 2   | 8  | Romain Grosjean | Renault              | 1'24"163 | 0"239 | 31   |
| 3   | 7  | Fernando Alonso | Renault              | 1'24"297 | 0"373 | 35   |

Nella sessione del sabato mattina, si è avuta questa situazione:
| Pos | Nº | Pilota        | Squadra-Motore       | Tempo    | Gap   | Giri |
| --- | -- | ------------- | -------------------- | -------- | ----- | ---- |
| 1   | 20 | Adrian Sutil  | Force India-Mercedes | 1'23"336 |       | 21   |
| 2   | 22 | Jenson Button | Brawn-Mercedes       | 1'23"404 | 0"068 | 21   |
| 3   | 6  | Nick Heidfeld | BMW Sauber           | 1'23"490 | 0"154 | 18   |

## Qualifiche
Nella sessione di qualificazione, si è avuta questa situazione:
| Pos | Nº | Pilota               | Team                 | Q1       | Q2       | Q3       | Massa |
| --- | -- | -------------------- | -------------------- | -------- | -------- | -------- | ----- |
| 1   | 1  | Lewis Hamilton       | McLaren-Mercedes     | 1'23"375 | 1'22"973 | 1'24"066 | 653,5 |
| 2   | 20 | Adrian Sutil         | Force India-Mercedes | 1'23"576 | 1'23"070 | 1'24"261 | 655   |
| 3   | 4  | Kimi Räikkönen       | Ferrari              | 1'23"349 | 1'23"426 | 1'24"523 | 662   |
| 4   | 2  | Heikki Kovalainen    | McLaren-Mercedes     | 1'23"515 | 1'23"528 | 1'24"845 | 683   |
| 5   | 23 | Rubens Barrichello   | Brawn-Mercedes       | 1'23"483 | 1'22"976 | 1'25"015 | 688,5 |
| 6   | 22 | Jenson Button        | Brawn-Mercedes       | 1'23"403 | 1'22"955 | 1'25"030 | 687   |
| 7   | 21 | Vitantonio Liuzzi    | Force India-Mercedes | 1'23"578 | 1'23"207 | 1'25"043 | 679,5 |
| 8   | 7  | Fernando Alonso      | Renault              | 1'23"708 | 1'23"497 | 1'25"072 | 677,5 |
| 9   | 15 | Sebastian Vettel     | Red Bull-Renault     | 1'23"558 | 1'23"545 | 1'25"180 | 682   |
| 10  | 14 | Mark Webber          | Red Bull-Renault     | 1'23"755 | 1'23"273 | 1'25"314 | 683   |
| 11  | 9  | Jarno Trulli         | Toyota               | 1'24"014 | 1'23"611 |          | 703   |
| 12  | 8  | Romain Grosjean      | Renault              | 1'23"975 | 1'23"728 |          | 699,5 |
| 13  | 5  | Robert Kubica        | BMW Sauber           | 1'24"001 | 1'23"866 |          | 697,5 |
| 14  | 3  | Giancarlo Fisichella | Ferrari              | 1'23"828 | 1'23"901 |          | 690   |
| 15  | 6  | Nick Heidfeld        | BMW Sauber           | 1'23"584 | 1'24"275 |          | 697,5 |
| 16  | 10 | Timo Glock           | Toyota               | 1'24"036 |          |          | 709,8 |
| 17  | 17 | Kazuki Nakajima      | Williams-Toyota      | 1'24"074 |          |          | 706,2 |
| 18  | 16 | Nico Rosberg         | Williams-Toyota      | 1'24"121 |          |          | 708,6 |
| 19  | 12 | Sébastien Buemi      | Toro Rosso-Ferrari   | 1'24"220 |          |          | 706   |
| 20  | 11 | Jaime Alguersuari    | Toro Rosso-Ferrari   | 1'24"951 |          |          | 706   |

## Gara

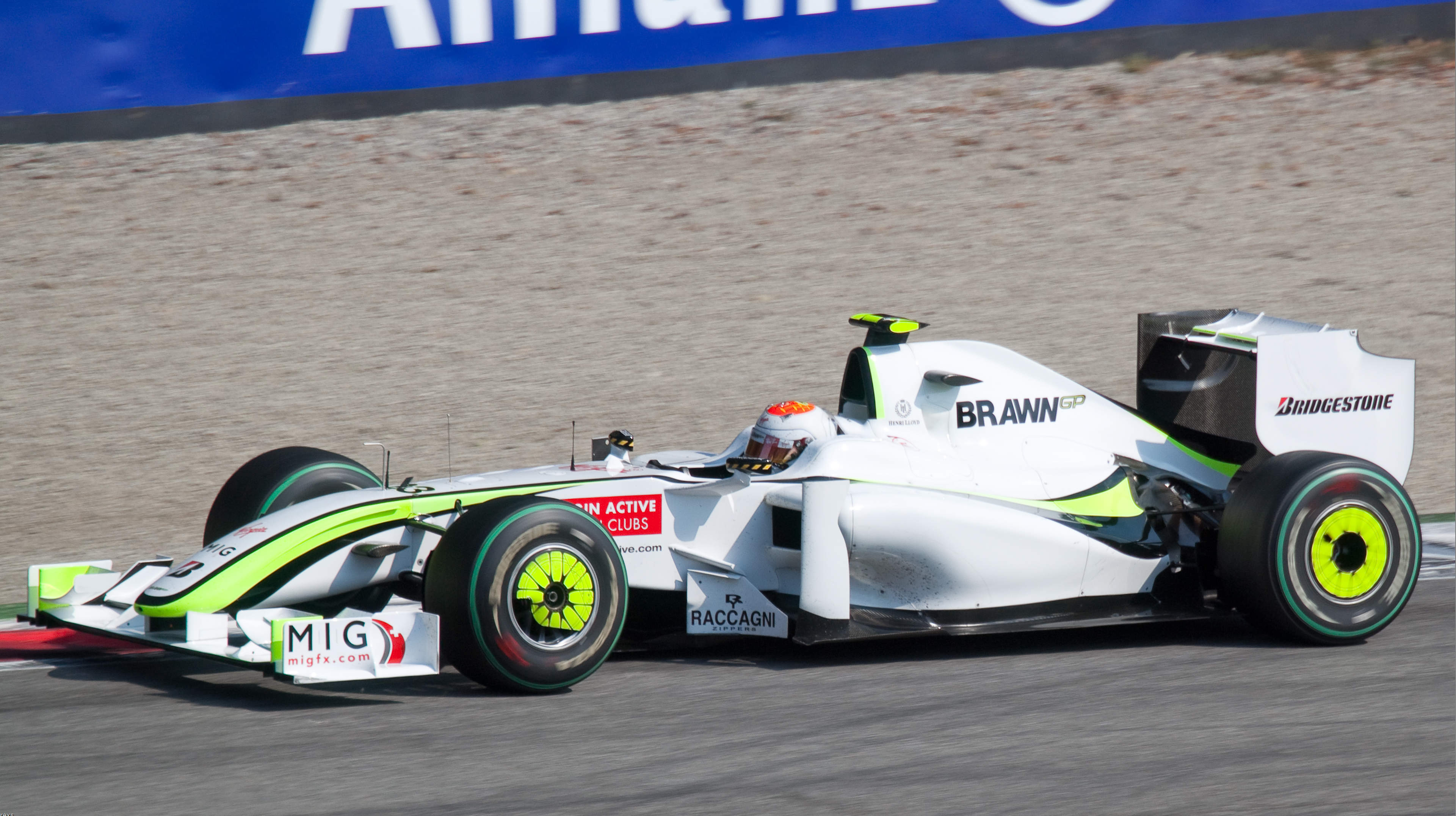
Rubens Barrichello, vincitore della corsa.

Alla partenza scatta bene Räikkönen che passa Sutil e si accoda ad Hamilton. Dietro di loro ha un ottimo spunto Barrichello che si piazza davanti al compagno di squadra Button, capace di passare Heikki Kovalainen tra le due curve di Lesmo. Il finlandese fatica e prima della fine del primo giro, cede anche il sesto posto a Vitantonio Liuzzi. I tre davanti fanno l'andatura e cercano di scappare via, infatti sono gli unici piloti con una strategia di 2 soste ai box mentre tutti gli altri ne hanno programmata solo una. Nel corso del primo giro, dopo un contatto con Kubica alla Roggia, va fuori Webber. Nel corso dei primi giri anche Sebastian Vettel subisce i sorpassi di Fernando Alonso e Kubica, prima che a questi sia mostrata la bandiera che lo obbliga a sostituire l’ala danneggiata nel contatto con Webber. Fernando poi passa anche Kovalainen e sale al settimo posto.
Hamilton effettua il primo pit stop al giro 15, anticipando Sutil e poi Raikkonen al giro 19. Le due Brawn conquistano la testa del gran premio e allungano conquistando un margine di sicurezza. La sosta ai giri 28 e 29 rafforza la posizione di Barrichello, fermatosi per secondo. L’ottimo Liuzzi era stato costretto al ritiro nel corso del ventitreesimo giro. Hamilton si ferma al giro 33, quattro prima della coppia Raikkonen-Sutil. Dopo la seconda sosta Hamilton ha un ritmo leggermente migliore di Button ed inizia ad avvicinarsi, mentre Barrichello può gestire un vantaggio prossimo ai cinque secondi.  Nel corso dell'ultimo giro, però, l’inglese della McLaren commette un errore all’uscita della prima di Lesmo e finisce contro le barriere lasciando il terzo posto alla Ferrari di Räikkönen. A causa dell'incidente entra la Safety car che congela le posizioni e permette a Barrichello di centrare la sua terza vittoria a Monza (la sua ultima vittoria ed il suo ultimo podio in Formula 1) ed a Button di conservare comunque 14 punti di vantaggio sul compagno di squadra e di staccare i piloti della Red Bull (solo ottavo Vettel). Ultima vittoria e doppietta per la Brawn; miglior piazzamento (9°) per Fisichella sulla Ferrari.
I risultati del gran premio sono stati i seguenti:
| Pos | Nº | Pilota               | Team                 | Giri | Tempo/Ritiro/Media          | Griglia | Punti |
| --- | -- | -------------------- | -------------------- | ---- | --------------------------- | ------- | ----- |
| 1   | 23 | Rubens Barrichello   | Brawn-Mercedes       | 53   | 1h 16'21"706 - 241.000 km/h | 5       | 10    |
| 2   | 22 | Jenson Button        | Brawn-Mercedes       | 53   | +2"866                      | 6       | 8     |
| 3   | 4  | Kimi Räikkönen       | Ferrari              | 53   | +30"664                     | 3       | 6     |
| 4   | 20 | Adrian Sutil         | Force India-Mercedes | 53   | +31"131                     | 2       | 5     |
| 5   | 7  | Fernando Alonso      | Renault              | 53   | +59"182                     | 8       | 4     |
| 6   | 2  | Heikki Kovalainen    | McLaren-Mercedes     | 53   | +1'00"693                   | 4       | 3     |
| 7   | 6  | Nick Heidfeld        | BMW Sauber           | 53   | +1'02"412                   | 15      | 2     |
| 8   | 15 | Sebastian Vettel     | Red Bull-Renault     | 53   | +1'05"407                   | 9       | 1     |
| 9   | 3  | Giancarlo Fisichella | Ferrari              | 53   | +1'06"856                   | 14      |       |
| 10  | 17 | Kazuki Nakajima      | Williams-Toyota      | 53   | +2'42"163                   | 17      |       |
| 11  | 10 | Timo Glock           | Toyota               | 53   | +2'43"925                   | 16      |       |
| 12  | 1  | Lewis Hamilton       | McLaren-Mercedes     | 52   | Incidente                   | 1       |       |
| 13  | 12 | Sébastien Buemi      | Toro Rosso-Ferrari   | 52   | +1 giro                     | 19      |       |
| 14  | 9  | Jarno Trulli         | Toyota               | 52   | +1 giro                     | 11      |       |
| 15  | 8  | Romain Grosjean      | Renault              | 52   | +1 giro                     | 12      |       |
| 16  | 16 | Nico Rosberg         | Williams-Toyota      | 51   | +2 giri                     | 18      |       |
| Rit | 21 | Vitantonio Liuzzi    | Force India-Mercedes | 22   | Trasmissione                | 7       |       |
| Rit | 11 | Jaime Alguersuari    | Toro Rosso-Ferrari   | 19   | Cambio                      | 20      |       |
| Rit | 5  | Robert Kubica        | BMW Sauber           | 15   | Pressione dell'olio         | 13      |       |
| Rit | 14 | Mark Webber          | Red Bull-Renault     | 0    | Collisione con R.Kubica     | 10      |       |

## Classifiche Mondiali

### Piloti
| Pos | Pilota               | Punti |
| --- | -------------------- | ----- |
| 1   | Jenson Button        | 80    |
| 2   | Rubens Barrichello   | 66    |
| 3   | Sebastian Vettel     | 54    |
| 4   | Mark Webber          | 51,5  |
| 5   | Kimi Räikkönen       | 40    |
| 6   | Nico Rosberg         | 30,5  |
| 7   | Lewis Hamilton       | 27    |
| 8   | Jarno Trulli         | 22,5  |
| 9   | Felipe Massa         | 22    |
| 10  | Heikki Kovalainen    | 20    |
| 11  | Fernando Alonso      | 20    |
| 12  | Timo Glock           | 16    |
| 13  | Nick Heidfeld        | 12    |
| 14  | Giancarlo Fisichella | 8     |
| 15  | Robert Kubica        | 8     |
| 16  | Adrian Sutil         | 5     |
| 17  | Sébastien Buemi      | 3     |
| 18  | Sébastien Bourdais   | 2     |

### Costruttori
| Pos | Team                 | Punti |
| --- | -------------------- | ----- |
| 1   | Brawn-Mercedes       | 146   |
| 2   | Red Bull-Renault     | 105,5 |
| 3   | Ferrari              | 62    |
| 4   | McLaren-Mercedes     | 47    |
| 5   | Toyota               | 38,5  |
| 6   | Williams-Toyota      | 30,5  |
| 7   | BMW Sauber           | 20    |
| 8   | Renault              | 20    |
| 9   | Force India-Mercedes | 13    |
| 10  | Toro Rosso-Ferrari   | 5     |